# Anopheles hinesorum
Anopheles hinesorum är en tvåvingeart som beskrevs av Schmidt, Foley, Hartel, Williams och William Alanson Bryan 2001. Anopheles hinesorum ingår i släktet Anopheles och familjen stickmyggor. Inga underarter finns listade i Catalogue of Life.